# Cheiromyia palmaticornis
Cheiromyia palmaticornis är en tvåvingeart som först beskrevs av Octave Parent 1930.  Cheiromyia palmaticornis ingår i släktet Cheiromyia och familjen styltflugor. Inga underarter finns listade i Catalogue of Life.